# Badister vandykei
Badister vandykei är en skalbaggsart som beskrevs av Ball. Badister vandykei ingår i släktet Badister och familjen jordlöpare. Inga underarter finns listade i Catalogue of Life.